# Faculdades EST
As Faculdades EST é uma faculdade e um instituto superior de educação, localizadas no município de São Leopoldo, no Rio Grande do Sul. No IGC 2022 foi pontuada como a 5ª melhor instituição de ensino do Brasil com um índice IGC contínuo de 4,684 ocupando a faixa de IGC de 5. A faculdade é uma das mais conceituadas da América Latina, obtendo nota máxima do MEC nos últimos quatro anos consecutivos. A Faculdades EST é uma instituição de ensino comunitária e confessional, vinculada à Rede Sinodal de Educação, dedicada ao ensino, pesquisa e extensão, situada à Rua Amadeo Rossi, 467, bairro Morro do Espelho, São Leopoldo, Rio Grande do Sul.

## História

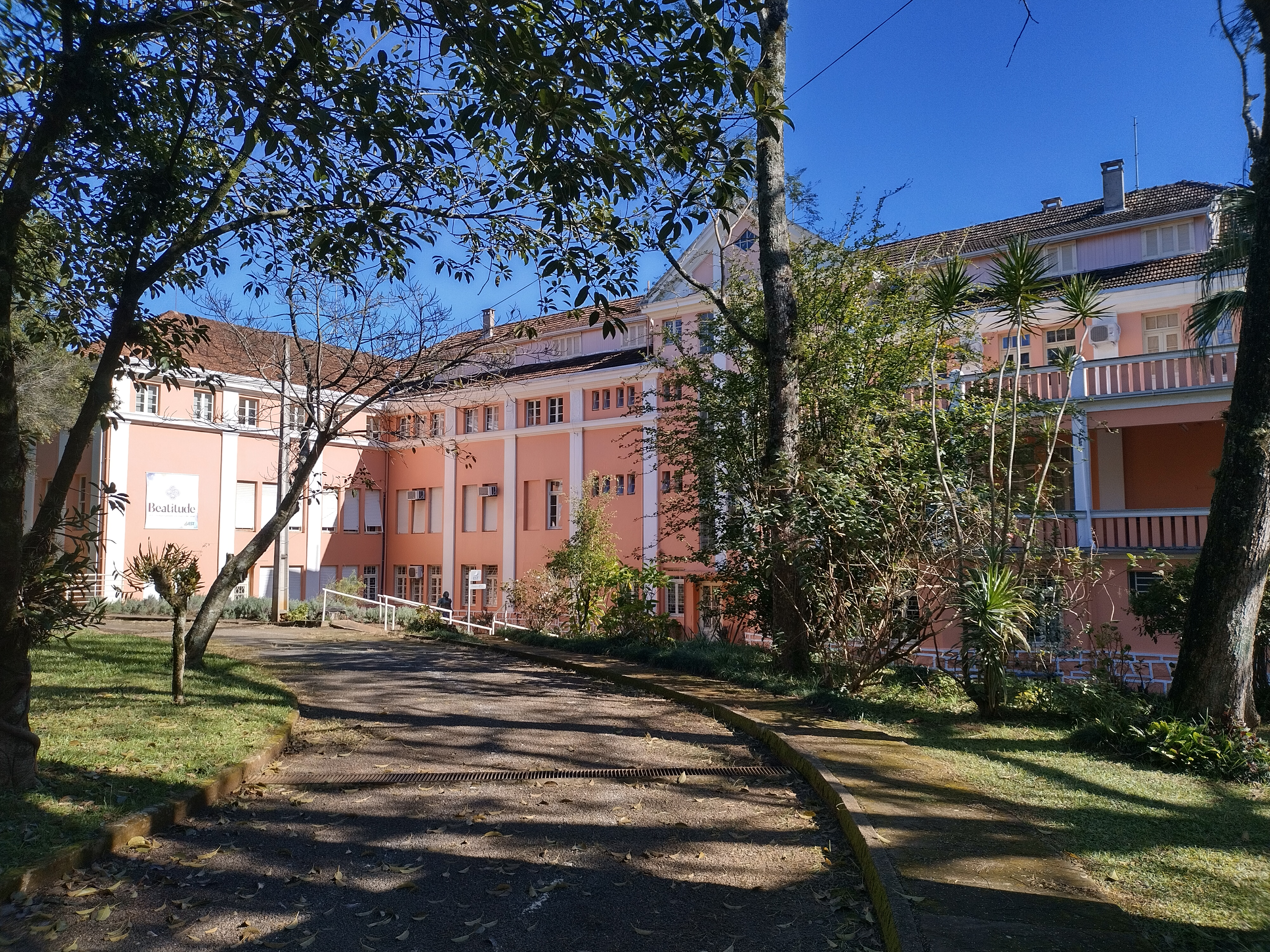
Escola Superior de Teologia, Morro do Espelho, São Leopoldo, Rio Grande do Sul, Brasil

A necessidade de formação teológica para os luteranos no sul do Brasil era percebida desde seus primórdios. Em 1921 foi criado um curso de formação humanística de ensino médio que se tornou, a partir de 1931, o Instituto Pré-Teológico - com sede no Morro do Espelho, São Leopoldo. Nesse Instituto, em 1940, iniciou-se um "curso teológico propedêutico", que foi interrompido em 1942, com a declaração de guerra à Alemanha pelo Brasil.
Após o fim da Segunda Guerra Mundial, fundou-se o primeiro curso oficial de Teologia da IECLB, a Escola de Teologia, em 26 de março de 1946. Até então pertencente ao Sínodo Rio-Grandense, a Faculdade de Teologia passou a ser, a partir de 1958, uma instituição da Federação Sinodal (hoje, IECLB), com abrangência nacional. Nessas primeiras décadas, o corpo docente da Faculdade era constituído, em sua maioria, por docentes provenientes da Alemanha. A partir de 1968, no entanto, o processo de abrasileiramento foi acelerado.
Em 1984, a Faculdade de Teologia passou a constituir a Escola Superior de Teologia (EST). O credenciamento da Faculdades EST se deu em 01/10/1999. Tendo excelência reconhecida pelo Ministério da Educação e Cultura (MEC) nos cursos de licenciatura a Famurs assinou termo de cooperação com a Faculdades EST em 2013 para atuar em parceria com a Escola de Gestão Pública (EGP).
A EST surgiu abrigando cinco institutos: Faculdade de Teologia, Instituto de Pós-Graduação e Pesquisa (atual Programa de Pós-Graduação em Teologia), Instituto de Educação Cristã, Instituto de Capacitação Teológica Especial e Instituto de Pastoral. Posteriormente, foram criados o Instituto de Música e o Instituto de Formação Diaconal, a Escola Sinodal de Educação Profissional (ESEP) e o Instituto Superior de Música de São Leopoldo (ISMSL).
O conjunto de atividades desenvolvidas por esses diferentes institutos ao longo dos anos fez com que a EST passasse a ser uma instituição que atua em diferentes níveis: graduação, pós-graduação, extensão e técnico. O Regimento Geral, aprovado em 2002, substituiu os antigos institutos por pró-reitorias, permanecendo a ESEP e o ISMSL.
Em 2007, o regimento geral foi reformulado, visando integrar o IEPG, a ESEP, o ISM e a EST numa única instituição de ensino superior, sob a marca Faculdades EST, com seus respectivos cursos, mais o curso de Educação Cristã, que acontecia na Escola Evangélica de Ivoti, e o curso de diaconia, que era ofertado na Associação Diacônica Luterana.

## Institutos

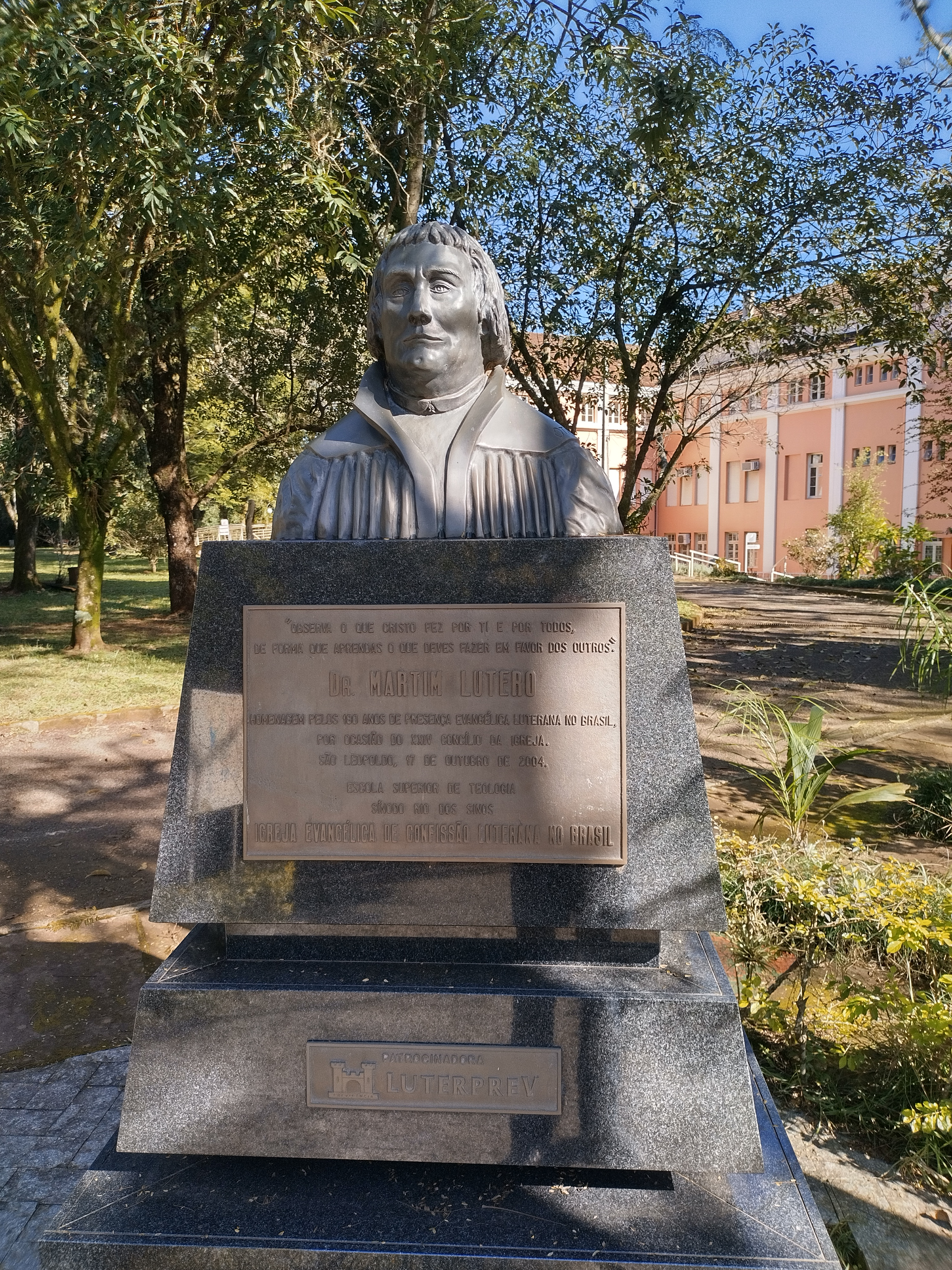
Busto de Martim Lutero na Escola Superior de Teologia (EST)

A EST possui os seguintes institutos: 
- Faculdade de Teologia
- Instituto de Pós-Graduação e Pesquisa (atual Programa de Pós-Graduação em Teologia)
- Instituto de Educação Cristã
- Instituto de Capacitação Teológica Especial
- Instituto de Pastoral
- Instituto de Música
- Instituto de Formação Diaconal
- Escola Sinodal de Educação Profissional (Esep)
- Instituto Superior de Música de São Leopoldo (ISMSL).

## Cursos
A EST ministra os seguintes cursos:

### Graduação
- Bacharelado em Teologia Presencial
- Bacharelado em Teologia EaD
- Bacharelado em Teologia EaD – Itinerário Confessional IECLB
- Bacharelado em Musicoterapia Presencial
- Licenciatura em Música Presencial
- Licenciatura em Ciências da Religião EaD

### Pósgraduação
- Mestrado Profissional em Teologia
- Mestrado Acadêmico em Teologia
- Mestrado Interinstitucional em Teologia
- Doutorado Acadêmico em Teologia
- Doutorado Interinstitucional em Teologia